# Шамота Олександр Сергійович
Олександр Сергійович Шамота (* 19 квітня 1981, м. Полтава) — український політик, громадський діяч. У 2018 - 2020 роках виконував обов'язки міського голови Полтави.

## Життєпис
1988 по 1998 рік — навчався у Полтавській ЗОШ № 23.
З 1998 по 2003 рік — навчався у Полтавському державному педагогічному університеті ім. В. Г. Короленка на факультеті фізичного виховання.
З 2005 по 2007 рік — навчався у Міжгалузевому інституті підвищення кваліфікації при Полтавському державному університеті споживчої кооперації України, спеціальність — менеджмент організацій.
З липня по серпень 2001 року — вихователь дитячого оздоровчого табору «Блакитна Веселка».
З 2001 по 2003 рік — тренер-викладач з плавання у ДЮСШ № 3 м. Полтава.
З вересня 2003 по 2007 рік — інструктор з фітнесу ФОП Мартенс А. В.
З листопада 2007 по липень 2010 року — директор ПП «Фітнес клуб «Вітамін».
З червня 2007 року — фізична особа підприємець (діяльність у сфері надання інформаційних та адміністративних послуг, роздрібна торгівля).
З серпня 2010 року — заступник директора приватного підприємства «Фітнес клуб Вітамін».
3 2009 року — член Полтавської обласної організації політичної партії «Фронт Змін».
У 2010 році Олександр Шамота обраний депутатом Полтавської міської ради шостого скликання. Член комісії з питань економічної політики, комунальної власності, бюджету, фінансів, цін.
З 2014 року — помічник народного депутата України Сергія Капліна.
З 2015 року — член «Партії простих людей Сергія Капліна».
У 2015 році був кандидатом на пост Полтавського міського голови. За результатами виборів посів 5 місце, набравши 7,83% голосів. Обраний депутатом Полтавської міської ради сьомого скликання. Член комісії з питань економічної політики, комунальної власності, бюджету, фінансів.
14 вересня 2018 року після дострокового припинення повноважень міського голови Олександра Мамая, був обраний секретарем Полтавської міської ради та виконуючим обов'язки міського голови.